# Louis Buffet

Louis Joseph Buffet

Louis Joseph Buffet (Mirecourt, 26 oktober 1818 - Parijs, 7 juli 1898) was een Frans politicus.

## Biografie
Louis Buffet werd op 26 oktober 1818 geboren in Mirecourt, departement Vosges. Zijn vader was een oud-officier en burgemeester van Mirecourt. Louis Buffet studeerde rechten in Parijs en Straatsburg. Na zijn studie vestigde hij zich als advocaat. 
Louis Buffet werd na de Revolutie van 1848 als aanhanger van generaal Louis Eugène Cavaignac in de Grondwetgevende Vergadering (Assemblée Constituante) gekozen. In Grondwetgevende Vergadering sloot hij zich aan bij de rechtse fractie die het harde optreden van generaal Cavaignac tegen de opstandelingen in juni 1848 steunde. Nadat Cavaignac bij de presidentsverkiezingen van 1848 werd verslagen sloot Buffet zich bij de Bonapartisten aan. Van augustus tot december 1849 was hij minister van Landbouw en Handel onder president Lodewijk Napoleon Bonaparte (Kabinet-Barrot). Van augustus tot oktober 1851 was hij opnieuw minister van Landbouw en Handel.
Louis Buffet was gekant tegen de staatsgreep van 2 december 1851, waarbij president Bonaparte alle macht naar zich toetrok en president voor het leven werd, en werd daarom enige tijd gevangengezet. Na zijn vrijlating hervatte hij zijn politieke activiteiten. Tijdens het Tweede Franse Keizerrijk (1852-1870) was Buffet een voorstander van een "Liberaal Keizerrijk" (l'Empire Libéral). In 1864 werd hij in het Wetgevend Lichaam (Corps Législatif) gekozen. In 1869 werd hij herkozen en sloot zich aan bij liberaal-links (dat wil zeggen de gematigden). Rond deze periode steunde hij de Interpellatie van de 116 volksvertegenwoordigers. Van 2 januari tot 4 april 1870 was hij minister van Financiën in de regering-Ollivier. 

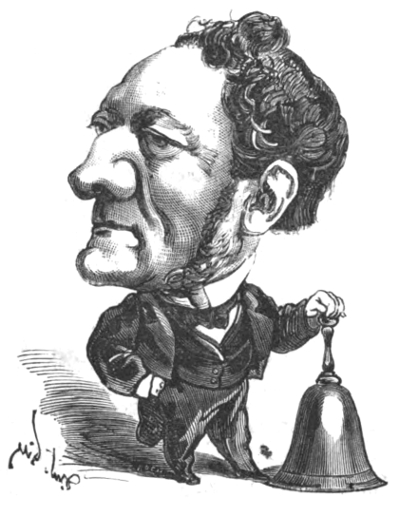
Spotprent van Louis Buffet door André Gill in Le Trombinoscope

Louis Buffet werd na de afkondiging van de Derde Franse Republiek door president Adolphe Thiers gevraagd om minister van Financiën te worden, maar hij sloeg het aanbod af. In 1871 werd hij in de Kamer van Afgevaardigden (Chambre des Députés) gekozen. Van 4 april 1872 tot 10 maart 1875 was hij voorzitter van de Kamer van Afgevaardigden (Président de Assemblée Nationale). Van 10 maart 1875 tot 23 februari 1876 was hij premier (Vice-Président du Conseil) en minister van Binnenlandse Zaken. Bij de parlementsverkiezingen van 1876 werd de door de republikeinen weinig geliefde Buffet niet herkozen. Door deze persoonlijke nederlaag trad hij als premier af.
In 1876 werd Buffet wel tot senator voor het leven gekozen. Toen president Patrice de MacMahon in mei 1877 de monarchist Albert, hertog de Broglie tot premier benoemde, steunde Buffet deze actie.
In 1890 werd hij lid van de Académie des Sciences Morales et Politique gekozen.
Louis Buffet overleed op 79-jarige leeftijd, op 7 juli 1898 in Parijs.